# Philip Kaufman
Philip Kaufman, född 23 oktober 1936 i Chicago, Illinois, är en amerikansk filmregissör och manusförfattare.

## Filmografi i urval
- 1972 – Det sista bankrånet (manus och regi)
- 1974 – The White Dawn (regi)
- 1976 – Mannen utanför lagen (manus)
- 1978 – Världsrymden anfaller (regi)
- 1979 – Gänget (manus och regi)
- 1981 – Jakten på den försvunna skatten (synopsis)
- 1983 – Rätta virket (manus och regi)
- 1988 – Varats olidliga lätthet (manus och regi)
- 1990 – Henry & June (manus och regi)
- 1993 – Blodröd sol (manus och regi)
- 2000 – Quills (regi)
- 2004 – Twisted (regi)
- 2012 – Hemingway & Gellhorn (TV-film; regi)

## Utmärkelser
- 1979 - Saturn Award - bästa regi för Världsrymden anfaller
- 1979 - Avoriaz Fantastic Film Festival - Antennae II Award för Världsrymden anfaller
- 1984 - KCFCC Award - bästa regi för Rätta virket
- 1985 - ALFS Award - årets manusförfattare för Rätta virket
- 1985 - Blue Ribbon Award - bästa film på främmande språk för Rätta virket
- 1985 - Bodilpriset - bästa icke-europeiska film för Rätta virket
- 1989 - BAFTA Film Award - bästa manus, ej original för Varats olidliga lätthet
- 1989 - NSFC Award - bästa manus för Varats olidliga lätthet
- 2001 - Fantasporto - publikens pris för Quills